# 1880 في فرنسا
فيما يلي قوائم الأحداث التي وقعت خلال عام 1880 في فرنسا.

## ظهور
- 1 يناير – بيت البخار رواية من تأليف جول فيرن.

## كتب
من الكتب التي صدرت هذه السنة في فرنسا:
- 1 يناير – بيت البخار من تأليف جول فيرن.

## مواليد

### يناير
- 2 يناير – لوي شارل بريغيه

### فبراير
- 5 فبراير – غابرييل فويسن مهندس فرنسي.

### مارس
- 3 مارس – ألان وايت آلان وايت (بالألمانية: Alain Campbell White) (و.
- 15 مارس – إيمل ماتيس
- 26 مارس – أندريه بريفوست لاعب كرة مضرب فرنسي.

### مايو
- 1 مايو – جوليس بلوخ
- 6 مايو – بول كولاس لاعب رماية فرنسي.

### يوليو
- 23 يوليو – إلياس، دوق بارما مطالب في دوقية بارما.
- 25 يوليو – فرانسوا بوغند دراج فرنسي.

### أكتوبر
- 12 أكتوبر – لويس هيمون روائي كندي فرنسي.
- 26 أكتوبر – ادمون باور فيزيائي فرنسي.
- 29 أكتوبر – أوتو فلاكه كاتب ألماني.

## وفيات

### يناير
- 20 يناير – جول فافر (مواليد 1809) سياسي فرنسي.

### فبراير
- 7 فبراير – آرثر موران (مواليد 1795) فيزيائي فرنسي.
- 10 فبراير – إسحاق كريمييه (مواليد 1796)

### أبريل
- 11 أبريل – تيودور غيدان (مواليد 1802) رسام فرنسي.

### مايو
- 8 مايو – جوستاف فلوبير (مواليد 1821) روائي فرنسي.

### يوليو
- 9 يوليو – بول بروكا (مواليد 1824)

### أغسطس
- 9 أغسطس – أدمون ألبيوس (مواليد 1829) بستاني فرنسي.

### أكتوبر
- 22 أكتوبر – ألفونس بينو (مواليد 1850) مهندس فرنسي.

### نوفمبر
- 9 نوفمبر – تشارلز جوزيف دي ألميدا (مواليد 1822) فيزيائي فرنسي.
- 10 نوفمبر – سابين ترتيل (مواليد 1794)

### ديسمبر
- 18 ديسمبر – ميشال شال (مواليد 1793) رياضياتي فرنسي.